# Louise Poitelon du Tarde

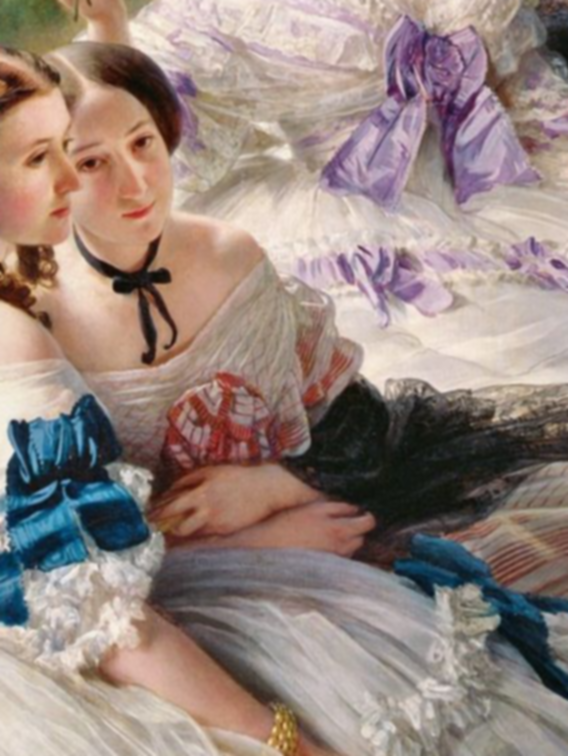
Louise Poitelon du Tarde

Louise Poitelon du Tarde, vicomtesse de Lezay-Marnésia, född 1826, död 1891, var en fransk hovfunktionär. Hon var hovdam (dame du palais) hos kejsarinnan Eugénie av Frankrike. 
När Eugénies hov skapades efter hennes giftermål 1853 bestod dess hovdamer av en grande-maîtresse eller överhovmästarinna (Anne d'Essling), en dame d'honneur (Pauline de Bassano) och därutöver sex dames du palais, som turades om att tjänstgöra en vecka i taget förutom vid särskilda tillfällen; antalet dames du palais utökades senare till tolv. De första hovdamerna valdes ut från Eugénies egen umgängeskrets från tiden före giftermålet. 
Hon var gift med Albert-Magdelaine-Claude de Lezay-Marnésia. Hon var känd för sin elegans och modeintresse. Hon led att dålig hälsa och tjänstgjorde efter 1865 inte längre som hovdam eftersom hon vid det laget blivit invalidiserad, men var fortsatt hedershovdam. 
Hon tillhör de hovdamer som porträtterats tillsammans med Eugenie i den berömda tavlan av Franz Xaver Winterhalter, Eugénie av Frankrike med sina hovdamer, från 1855.